# 米海尔·杜卡斯 (首席马夫)
米海尔·杜卡斯（希腊语：Μιχαήλ Δούκας；约1061年-1117年以后）是拜占庭帝国的贵族将领，杜卡斯家族成员，皇帝阿莱克修斯一世（1081-1118年在位）的大舅子。他被封为“首席马夫”，参与了几场重要战役。 

## 生平
米海尔·杜卡斯生于约1061年，是“凯撒”约翰·杜卡斯之孙，父亲是“宫内军家内官”安德罗尼卡·杜卡斯，母亲是保加利亚沙皇伊凡·弗拉迪斯拉夫的孙女保加利亚的玛利亚，他是这对夫妻的长子。他的妹妹伊琳娜·杜卡伊娜嫁给了皇帝阿莱克修斯一世，他成了皇帝的大舅子。1074年诺曼雇佣军领袖巴约勒的鲁塞尔叛乱期间，米海尔和弟弟约翰待在祖父位于比提尼亚的庄园中，鲁塞尔要求“凯撒”约翰杜卡斯交出两人为人质，以换取他们受伤被俘的父亲安德洛尼卡，凯撒同意了交易，两人被囚禁。两个男孩的奴隶侍从设法说服一个本地的农民帮他们逃走，并把他们带到尼科米底亚，但后来只有米海尔和他的宦官老师莱昂塔基奥斯（Leontakios）成功脱险，约翰则继续被囚，直到次年鲁塞尔兵败后才获得自由。 

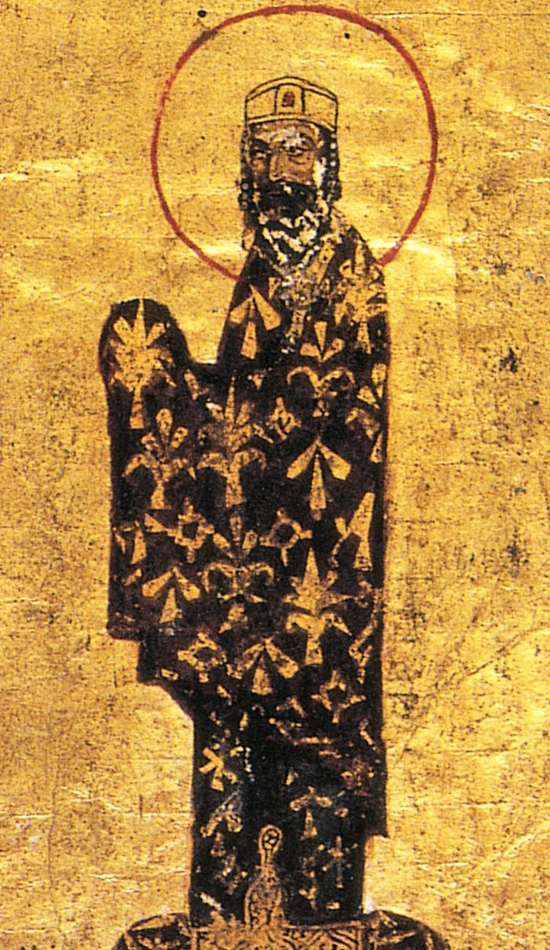
阿莱克修斯一世像

1078年，他在尼基弗鲁斯三世（1078-1081年在位）与阿兰尼亚的玛利亚结婚之事中发挥了作用，他们的婚姻违反教会法，因为玛利亚实际上还与被废黜的米海尔七世（1071-1078年在位）保持着婚姻关系，但在祖父的指示下，米海尔找到了一位愿意主持结婚仪式的牧师。1081年阿莱克修斯·科穆宁发动叛乱，米海尔与祖父前往他的营地，并在阿莱克修斯与其兄长伊萨克中选择支持阿莱克修斯成为皇帝。阿莱克修斯成功夺取皇位后，授予米海尔“可敬者”头衔，并授予高级军职“首席马夫”。  
1083年，他参与了在色萨利对抗博希蒙德率领的诺曼人的战役，指挥重步兵，他的部队在拉里萨附近被打败而溃散。四年后，他参与了攻击保加利亚的佩切涅格人的失败战役 ，在德里斯特拉战役战败后劝皇帝逃走，逃跑的陆上，米海尔因马匹滑倒而坠马，不过一个士兵把自己的马给了他，他得以追上皇帝的队列。几年后，他参与了莱沃尼翁战役，佩切涅格人惨败。  
此后，他参与了1094年谴责迦克墩的利奥的宗教会议，一封信件表明，1107-1108年诺曼人入侵时，米海尔被派到伊庇鲁斯集结军队。后来他死于慢性疾病，日期时1月9日，但年份未知，但是在1117年以前，因为此时创作的仁慈圣母修道院的章程把他列入了逝者名单。

## 家庭
他的妻子的身份未知，其孩子中只有一人可以确定，是君士坦丁·杜卡斯，有“可敬者”头衔，在约1118年时担任瓦尔达尔河一带的总督。学者季米特里奥斯·波勒米斯（Demetrios I. Polemis）认为另外两位杜卡斯家族的女性也是他的孩子，第一位是狄奥多拉·杜卡伊娜，一句警句表明她嫁给了一个叫狄奥多尔的人，波勒米斯认为她是欧芙洛绪涅·杜卡伊娜的母亲，她的父亲叫狄奥多尔；第二位是伊琳娜·杜卡伊娜，是高官格雷戈里·卡马特罗斯的妻子。另一个女儿名字未知，嫁给了某个叫约翰的人，尼古拉斯·卡利克勒斯的一首诗似乎表明他还有另外一个儿子。

## 引用
1. ↑  ODB，"Doukas" (A. Kazhdan, A. Cutler), pp. 655–656; Polemis 1968，第63–64頁.; Skoulatos 1980，第203頁.
2. ↑  Polemis 1968，第64, 66頁; Skoulatos 1980，第146, 203頁.
3. 1 2  Polemis 1968，第64頁; Skoulatos 1980，第203頁.
4. ↑  Polemis 1968，第64頁; Skoulatos 1980，第127, 203頁.
5. ↑  Polemis 1968，第64–65頁; Skoulatos 1980，第203頁.
6. ↑  Polemis 1968，第65頁; Skoulatos 1980，第204頁.
7. ↑  Polemis 1968，第65–66, 76頁; Skoulatos 1980，第204頁.
8. ↑  Polemis 1968，第66, 77頁; Skoulatos 1980，第204頁.
9. ↑  Polemis 1968，第66, 78–79頁; Skoulatos 1980，第110–111頁.
10. ↑  Polemis 1968，第66, 77頁.